# Louise Béguin-Salomon
Louise Béguin-Salomon, née à Marseille le 9 août 1831 morte à Paris le 12 novembre 1916, est une pianiste, professeure de piano et compositrice française de musique de chambre.

## Biographie
Louise-Frédérique Cohen était élève de Louise Farrenc au Conservatoire de Paris. Premier prix de solfège en 1846, deuxième prix de piano l’année suivante, premier prix d’harmonie et d’accompagnement en 1851, elle se produisait avec le violoniste José White Lafitte, chez elle, salle Érard ou dans les soirées organisées par le violoncelliste Charles Lebouc. Elle enseignait à son domicile 26 rue de Constantinople et à l'École internationale de musique, 7 rue Royale à Paris. Elle fut nommée Officière de l'Instruction publique en 1894.

## Œuvres
- Étude de Concert pour la main gauche op. 14
- Tarentelle en ré mineur
- Marine Étude de concert op. 22
- Élégie en sol mineur
- Petite suite de pièces faciles, 1894.
- Berceuses en do majeur. pour piano à 4 mains
- Étude de concert pour la main gauche op. 14
- Caprice, étude en la.
- Pièces faciles en style classique.
  - Andante ; Tout petit nocturne ; Air de ballet ; Petite romance ; Allegretto ;  Cantando
- Quatuor à cordes en sol majeur. K̈öchel 387 de Wolfgang Amadeus Mozart avec Louise Béguin-Salomon comme arrangeur

## Jugement
« Son jeu net, élégant et limpide au style ferme, sobre et mesuré brille surtout dans l’interprétation des œuvres classiques »